# China Post
Ne doit pas être confondu avec The China Post.
China Post ou La poste chinoise (chinois simplifié : 中国邮政) est l'opérateur postal de la république populaire de Chine. Elle est une entreprise d'état.

## Concurrence
SF Express est, en 2018, le deuxième plus grand acteur de logistique et de livraison chinois. 